# Susannah Maxwell

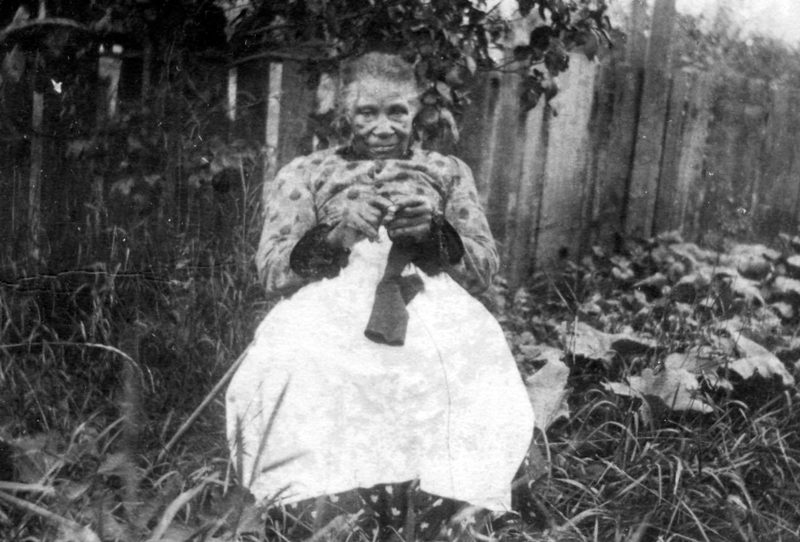
Susannah Maxwell in den 1880er Jahren

Susannah Maxwell, geborene Stokes (* 10. März 1805 in Pennsylvania; † 11. Februar 1923) war eine US-amerikanische, später in Kanada lebende, prominente Person in der Geschichte der Afroamerikaner. Sie zählt mit einem erreichten Alter von 117 Jahren zu den Supercentenarians, obwohl ihr Alter nicht verifiziert wurde.

## Leben
Maxwell wurde 1805 in Pennsylvania als Susannah Stokes geboren. Sie war zwar eine freie Bürgerin (und somit anders als viele andere Afroamerikaner keine Sklavin), aber ein Waisenkind. Sie wurde Vertragsknechtin einer „weißen“ Familie, die ihr Zugang zu Bildung gab und ihr Lesen und Schreiben beibrachte. Laut einem Globe-Artikel aus dem Jahr 1901 stand sie unter der Vormundschaft von einem Herrn Harper, der Grundbesitzer von mehren Hektarn Land. Hier lernte sie weiterhin Lesen sowie auch Nähen und Stricken und erhielt Anweisungen für Pflichten im Haushalt.
Mit dem 18. Lebensjahr wurde sie endgültig komplett frei. Quellen berichten davon, dass die weiße Familie sie gut behandelte und zur Schule schickte. Zwei Jahre später heiratete sie Henry Maxwell und ließ sich mit ihm in Lancaster County (Pennsylvania) nieder, wohl in Christiana. Maxwell hatte mit ihrem Ehemann fünf Kinder.
Mit der Zeit nahm die Sklaverei in Pennsylvania immer mehr ab und der US-Bundesstaat entwickelte sich zu einem Zufluchtsort für Sklaven aus den Südstaaten. Aufgrund der Verabschiedung des Fugitive Slave Act im Jahr 1850 gab es jedoch viele „Sklavenfänger“, die entlaufene Sklaven zurückholen wollten. Einige Sklavenfänger hatten sogar freie Afroamerikaner und Weiße mit dunklerer Hautfarbe entführt. Im September 1850 kamen solche Sklavenfänger auch in das Dorf von Maxwell. Ihre Familie und der Rest des Dorfs leisteten jedoch Widerstand gegen die Sklavenfänger. Bei diesem Vorfall hatte der Sklavenhalter Edward Gorsuch mit seinen Leuten versucht, seine entlaufenen Sklaven Noah Baley, Nelson Ford, George Hammond und Joshua Hammond zurückzunehmen, Gorsuch wurde jedoch dabei getötet. Letztendlich war die Familie Maxwell aufgrund des Vorfalls dazu gezwungen, Christiana zu verlassen, da es immer wieder zu Vorfällen kam, wo Sklavenfänger in die Stadt eindrungen. Afroamerikanische Bewohner flohen mit der Underground Railroad und lebten fortan in New York.
1855 lebte die Familie von Maxwell in New York (Bundesstaat) (wo Susannah Maxwell unter anderem auch ihre Tochter Charlotte Matilda bzw. Tillie gebar). 1858 kamen sie mithilfe der Underground Railroad nach Oberkanada und verbrachten etwas Zeit in Toronto. Die Arbeitssuche erwies sich dort jedoch als schwierig. 1871 zog die Familie nach Richmond Hill nördlich von Toronto und war dort die einzige afroamerikanische Familie. Susannah Maxwells Ehemann Henry arbeitete als Heizer, während Susannah mit ihren zwei Töchtern eine Wäscherei betrieb. Kurz nachdem sie nach Richmond Hill gezogen sind, starb Henry Maxwell.
Susannah Maxwell war in der lokalen presbyterianischen Kirche aktiv. In einer Volkszählung aus dem Jahr 1871 wurde sie als Anhänger der Wesleyan Methodist Church gelistet, spätere Quellen sprachen jedoch von ihr als Presbyterianerin. Die örtliche presbyterianische Kirche lag gegenüber von ihrem Haus und sie war in der Kirche aktiv.
Maxwell starb schließlich mit hohem Alter am 11. Februar 1923. Ihre Beerdigung wurde von Richard Amos Ball geleitet, einem Minister der British Methodist Episcopal Church und der Sohn von Sklaven, die mit der Underground Railroad flohen. In einem Zeitungsbericht von The Globe am 12. Februar 1923 wurde angegeben, dass Maxwell die älteste Kanadierin ist, die jemals gelebt hat. Die Angaben über ihr Alter wurden jedoch bisher noch nicht verifiziert, daher gilt Marie-Louise Meilleur offiziell als älteste Kanadierin.